# Тишнер, Рудольф
Рудольф Ти́шнер (нем. Rudolf Tischner; 3 апреля 1879, Хоэнмёльзен — 24 апреля 1961, Гарштедт) — немецкий медик, офтальмолог, оккультист и писатель.

## Биография
Получив высшее медицинское образование, Тишнер работал офтальмологом в Мюнхене. Переболев туберкулёзом, почти полностью лишился слуха. Не будучи гомеопатом, написал несколько статей об этой дисциплине, в том числе классическую «Становление гомеопатии». Приверженец доказательной медицины, он, тем не менее, призывал к её слиянию с гомеопатией.
Тишнер занимался интенсивными исследованиями парапсихологических феноменов телекинеза, телепатии и оккультизма. Проводил многочисленные опыты и написал обширные труды по этому вопросу.

## Сочинения
- Das Medium D. D. Home, Untersuchungen und Beobachtungen (nach Crookes, Butlerow, Varley, Aksakow und Lord Dunraven). O. Mutze, Leipzig 1925.
- Das Werden der Homöopathie, Geschichte der Homöopathie vom Altertum bis zur neuesten Zeit. Sonntag, Stuttgart 2001, ISBN 3-87758-187-0.
- Der Okkultismus als Natur- und Geisteswissenschaft. F. Enke, Stuttgart 1926.
- Die Bildwerke Hahnemanns und ihre Schöpfer. Schwabe, Leipzig 1934.
- Einführung in den Okkultismus und Spiritismus. J. F. Bergmann, München 1923.
- Ergebnisse okkulter Forschung, eine Einführung in die Parapsychologie. Wissenschaftliche Buchgesellschaft, Darmstadt 1976, ISBN 3-534-06052-0.
- Fernfühlen und Mesmerismus, (Exteriorisation der Sensibilität). J. F. Bergmann, München 1925.
- Franz Anton Mesmer, Leben, Werk und Wirkung. Verlag der Münchner Drucke, München 1928.
- Geschichte der okkultistischen (metaphysischen) Forschung von der Antike bis zur Gegenwart. Teil 2: Von der Mitte d. 19. Jh. bis zur Gegenwart. J. Baum, Pfullingen 1924.
- Geschichte der Parapsychologie. Teil 2. Pustet, Tittmoning 1960.
- Mesmer und sein Problem, Magnetismus, Suggestion, Hypnose; Hippokrates, Stuttgart 1941
- Monismus und Okkultismus. O. Mutze, Leipzig 1921.
- Samuel Hahnemanns Leben und Lehre. Haug, Ulm 1959.
- Über Telepathie und Hellsehen, Experimentaltheoretische Untersuchungen. Bergmann, München 1920.